# Oquirrh-Gebirge
Das Oquirrh-Gebirge [ˈoʊkɚ] ist ein Bergzug im US-Bundesstaat Utah, der das Salt Lake Valley über 50 km vom westlich gelegenen Tooele Valley abtrennt. Das Gebirge endet am Südufer des Großen Salzsees. Die höchste Erhebung ist der 3237 Meter hohe Flat Top Mountain (Lage). Der Name Oquirrh bedeutet in der Sprache der Gosiute-Indianer „bewaldeter Berg“.
Im Gebirge wurden Gold, Silber, Blei und besonders Kupfer abgebaut. Von Salt Lake City aus gesehen fällt besonders das abgelagerte Material des Kupfertagebaus auf.
In den Wintermonaten werden die Berge durch eine kleine Population von Weißkopfseeadlern besiedelt.

## Geologie
Das Oquirrh-Gebirge hat sich mit den Appalachen, damals noch als zusammenhängender Gebirgszug, vor ca. 300 Mio. Jahren gebildet. Nachdem die Bildung des Superkontinenten Pangaea abgeschlossen war und er wieder zerbrach, wanderte der sich ausbildende Nordamerikanische Kontinent vor 95 Mio. Jahren über den Bermuda-Hotspot, dieser hob den Bereich um das heutige Mississippi-Tiefland innerhalb von 10 Mio. Jahren um 2000 m bis 3000 m hoch. Erosion trug die Aufwölbung im Laufe der nächsten 70 Mio. Jahren ab und nachdem der Kontinent über den Plume hinweg gewandert ist, senkte sich der Bereich um denselben Beitrag, wie er vorher angehoben wurde. Das nun überflutete Mississippi-Tiefland trennt das Oquirrh- vom Appalachen-Gebirge.